# Club de Campo Villa de Madrid
El Club de Campo Villa de Madrid és un club esportiu de la ciutat de Madrid, destacant en la pràctica de l'hoquei sobre herba i el golf.

## Història
L'any 1931 un grup de joves madrilenys fundaren oficialment la Sociedad Deportiva Club de Campo. El 1942 es fusionà amb la Real Sociedad Hípica Española, formant la Real Sociedad Hípica Española Club de Campo. El 4 de juliol de 1982 l'ajuntament de Madrid feu efectiu els seus drets sobre part dels terrenys del club i creà la nova societat Club de Campo Villa de Madrid, SA.

## Golf
La secció de golf ha organitzat en nombroses ocasions l'Open d'Espanya així com ha estat seu de l'European Tour, Madrid Masters i l'Open de Madrid.

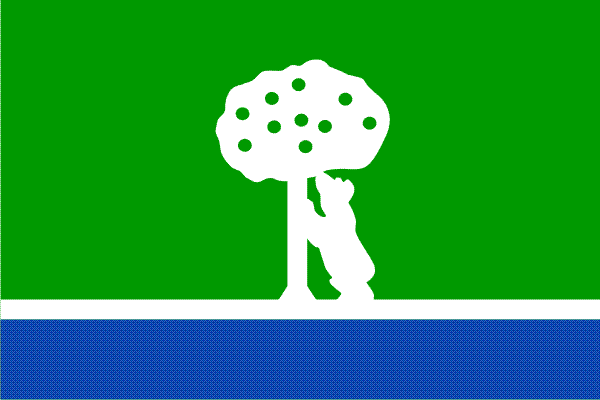
Escut.

## Hoquei sobre herba
La secció d'hoquei ha estat nombrosos cops campió espanyol, en categories masculina i femenina.
Equip masculí
- Lliga espanyola d'hoquei herba masculina: 2020-21, 2022-23

- Copa espanyola d'hoquei herba masculina: 1934, 1935, 1936, 1940, 1953, 1954, 1956, 1977, 1978, 2004, 2005, 2011, 2012
- Recopa d'Europa d'hoquei sobre herba masculina: 2005

Equip femení
- Lliga espanyola d'hoquei herba femenina: 1973-74, 1974-75, 1975-76, 1983-84, 1986-87, 1987-88, 1988-89, 1989-90, 1990-91, 1991-92, 1994-95, 2003-04, 2006-07, 2008-09, 2009-10, 2010-11, 2011-12, 2013-14, 2014-15, 2016-17, 2018-19
- Copa espanyola d'hoquei herba femenina: 1989, 1991, 1992, 1995, 1999, 2006, 2008, 2009, 2010, 2011, 2012, 2014, 2016, 2017, 2018, 2019, 2020
- EuroHockey Club Trophy: 2019
- Recopa d'Europa d'hoquei sobre herba femenina: 2007

## Tennis
La secció de tennis organitzà la Copa Federació de tennis de l'any 2008.